# Sarmin
Sarmin (arab. ‏سرمين‎) – miasto w Syrii, w muhafazie Idlibu. W spisie z 2004 roku liczyło 14 530 mieszkańców.

## Historia
14 września 1115 roku stoczona została bitwa pod Sarminem, w której krzyżowcy z Antiochii i Edessy pokonali Seldżuków.